# Filature Nouvelle Orléans

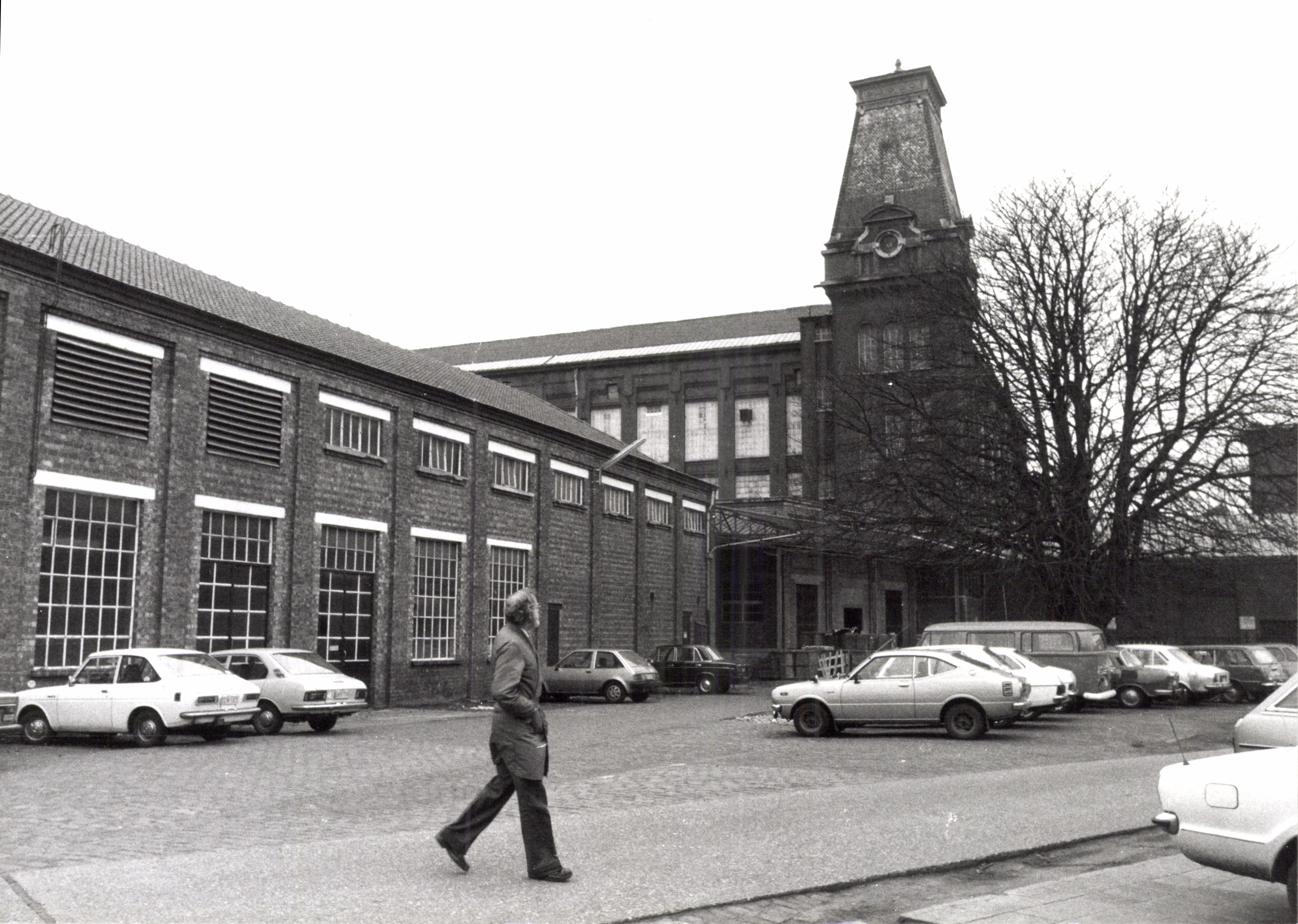
De katoenspinnerij in 1980.

Filature Nouvelle Orléans (FNO) was een katoenspinnerij en -twijnderij in Gent, opgericht in 1896 als Cotonnière Nouvelle Orléans. In 1972 volgde een overname door UCO en werd het omgedoopt tot UCO Filature Nouvelle Orléans FNO. 

## Historiek van het bedrijf
In 1896 werd de naamloze vennootschap Cotonnière Nouvelle Orléans opgericht langs de Nieuwevaart.
In 1899 werd de fabriek uitgebreid met een groot spinnerijgebouw, een typisch Manchestergebouw naar het voorbeeld van de Engelse fireproof cotton mills. Het gebouw bestond uit vier bouwlagen. De binnenconstructie met gietijzeren kolommen en een staalskelet zorgde voor veel open ruimte om machines te plaatsen.
In 1908 voegde de Gentse architect Serafinus De Taeye een leiendak in Vlaamse-neorenaissancestijl toe bovenop de vierkante trappentoren. Bovenaan zat een waterreservoir voor het geval er brand zou uitbreken.
Tot 1914 dreven twee stoommachines van respectievelijk 600 en 1500 pk van de Belgische constructeur Carels de spinnerij aan.
Na een fusie met jutespinnerij De Waele-Röthlisberger in 1957 kreeg het bedrijf de naam Filature Nouvelle Orléans (FNO). Dankzij modernisering kon de firma groeien en telde in 1969 een kleine 700 werknemers.

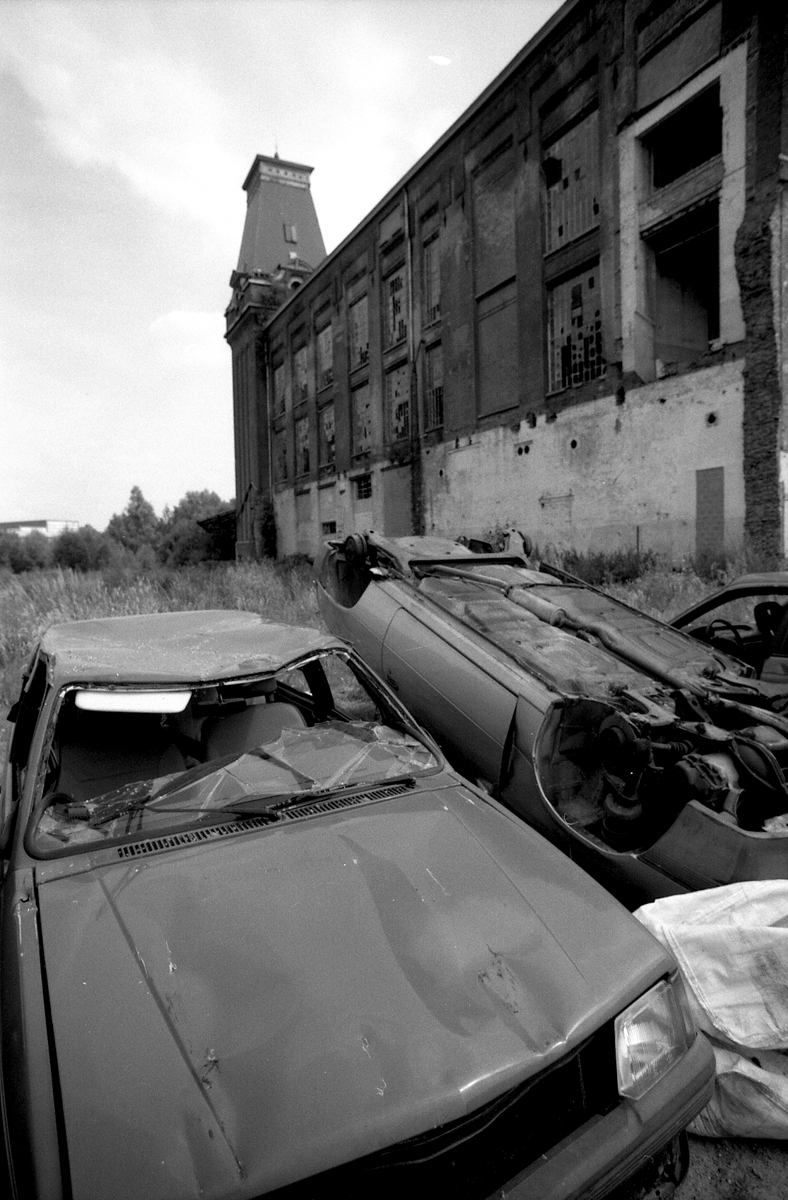
Het imposante Manchestergebouw in verval.

Begin jaren 1970 geraakte de textielindustrie in Gent in verval. Ook FNO kwam in moeilijkheden. In 1972 werd de fabriek overgenomen door Union Cotonnière (UCO), onder wiens vleugels de spinnerij nog tot 1988 actief was.

## Verval en herbestemming van gebouwen
In 1990 kocht een Brusselse projectontwikkelaar de volledige FNO-site. Verschillende delen van de fabriek kwamen leeg te staan of werden zonder vergunning gesloopt. In 2021 was de FNO-site eigendom van de Stad Gent en maakte deel uit van het Bloemekenspark. Door de jarenlange leegstand heeft de site sterk geleden. In 1995 werden het Manchestergebouw, de kantoorgebouwen, de schoorsteen en de katoenloodsen beschermd als monument. In maart 2021 startten verschillende stadsdiensten van Gent met een scenario-onderzoek voor de herbestemming.